# Kottonmouth Kings (album)
Albums de Kottonmouth Kings
The Kottonmouth Xperience
(2004) Joint Venture
(2005)
Kottonmouth Kings est le septième album studio des Kottonmouth Kings, sorti le 31 mai 2005.
L'album s'est classé 2e au Top Independent Albums et 50e au Billboard 200 et au Top Internet Albums.

## Liste des titres
| No  | Titre                                | Durée |
| --- | ------------------------------------ | ----- |
| 1.  | King Klick                           | 4:12  |
| 2.  | Make It Hot                          | 4:32  |
| 3.  | Get Your High On                     | 3:42  |
| 4.  | Bottoms Up                           | 4:01  |
| 5.  | Shakey Bones (Interlude)             | 0:51  |
| 6.  | We Got the Chronic                   | 4:01  |
| 7.  | Peace of Mind                        | 3:37  |
| 8.  | F.T.I.2 (featuring Tech N9ne)        | 4:20  |
| 9.  | Revolution                           | 4:11  |
| 10. | Let the Sunshine                     | 3:28  |
| 11. | Piss Test (Interlude)                | 1:51  |
| 12. | Put It Down (featuring Cypress Hill) | 4:56  |
| 13. | People Come, People Go               | 3:32  |
| 14. | Watch Your Back                      | 3:50  |
| 15. | Slow Suicide                         | 2:39  |
| 16. | P-Town                               | 3:56  |
| 17. | The Munchees                         | 4:11  |
| 18. | Nitrous Tank (Interlude)             | 1:14  |
| 19. | Wasted                               | 3:53  |
| 20. | Take a Bath                          | 4:02  |
| 21. | Stick Together                       | 4:03  |

| 22. | Wake N Bake |  |